# Gereut
Gereut (fersentalerisch: Garait, italienisch: Frassilongo) ist eine italienische Gemeinde mit 352 Einwohnern (Stand 31. Dezember 2023) im Fersental in der Provinz Trient. Die Bevölkerung gehört zum Großteil der Fersentaler Gemeinschaft, einer bairischsprachigen Volksgruppe, an. 

## Name
Der deutsche Name Gereut bedeutet ‘Rodung’ (siehe -reuth). Der Ursprung des italienischen Ortsnamens (der zeitweise auch in der Verdeutschung Fraschelung vorkam) ist ungewiss; wahrscheinlich stammt er von frasso, aus lateinisch fraxinus (ital. frassino), ‘Esche’, verbunden mit lungo ‘lang, hoch’.

## Geografie
Gereut liegt etwa eine halbe Autostunde nordöstlich von Trient entfernt auf einer Höhe von 852 m s.l.m. Das Gemeindegebiet erstreckt sich auf der orographisch linken Seite des Fersentals an den Ausläufern der Lagorai-Kette. Die Nachbargemeinden sind Sant’Orsola Terme, Florutz, Roncegno Terme, Vignola-Falesina, Pergine Valsugana, Novaledo und Levico Terme. Malerisch für ihre Architektur und Lage ist die hoch gelegene Fraktion Kamauz (fersentalerisch Kamaovrunt).

## Verwaltungsgliederung
Zur Gemeinde gehören auch die beiden höher gelegenen Fraktionen Eichleit (fersentalerisch Oachlait, italienisch Roveda) und Kamauz (fersentalerisch Kamaovrunt).

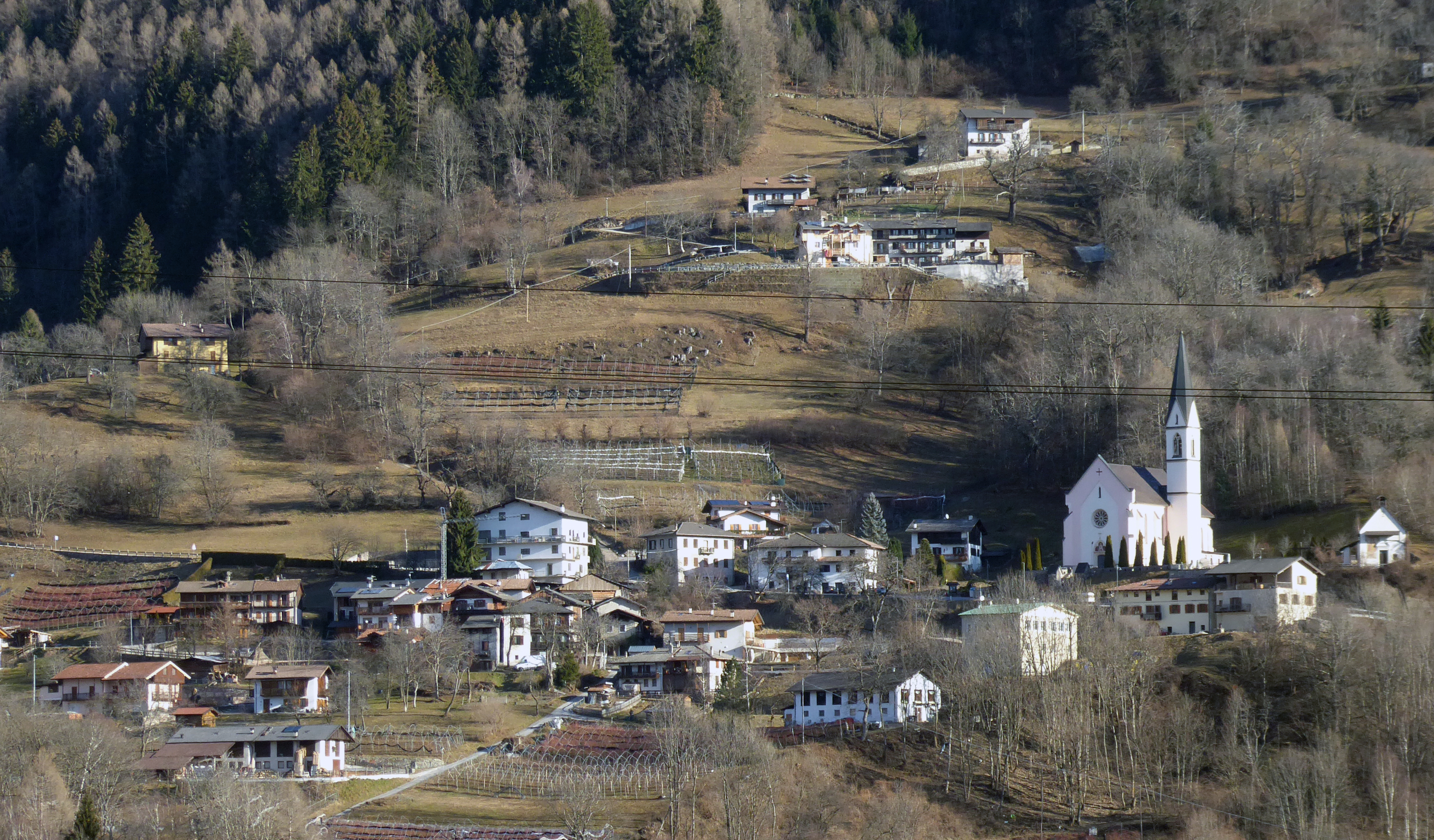
Gereut/Garait/Frassilongo
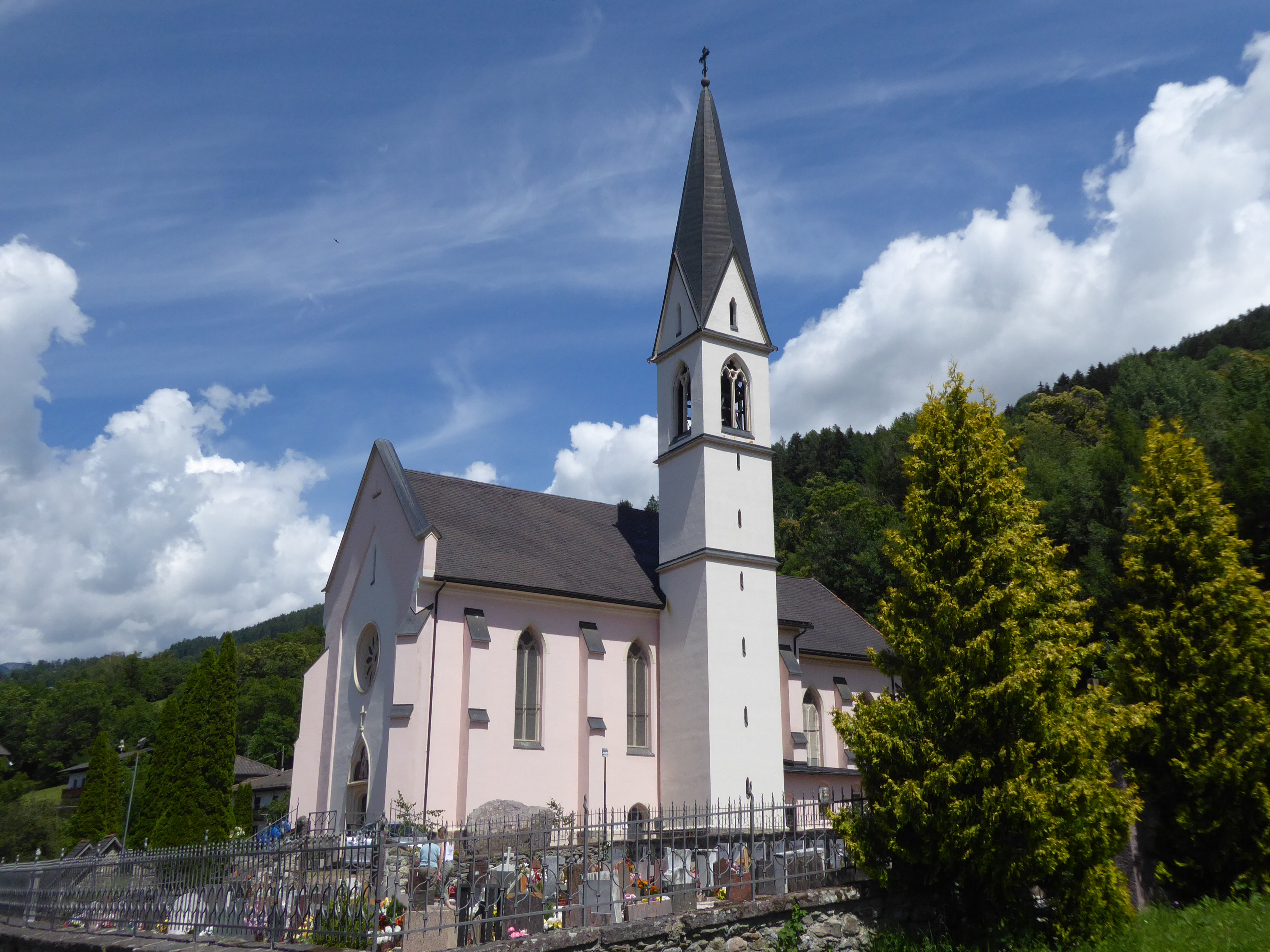
Pfarrkirche St. Ulrich
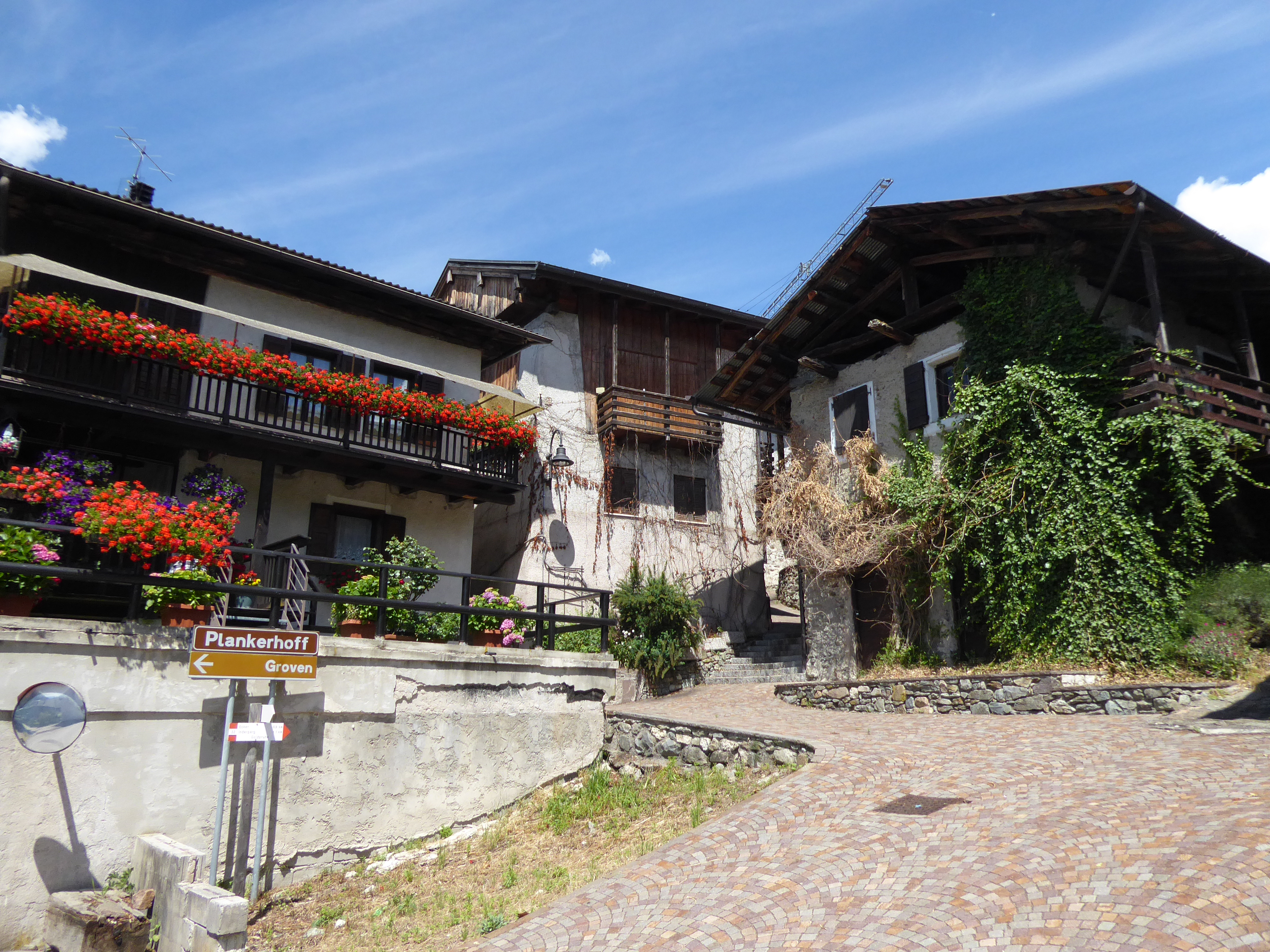
Plankerhoff
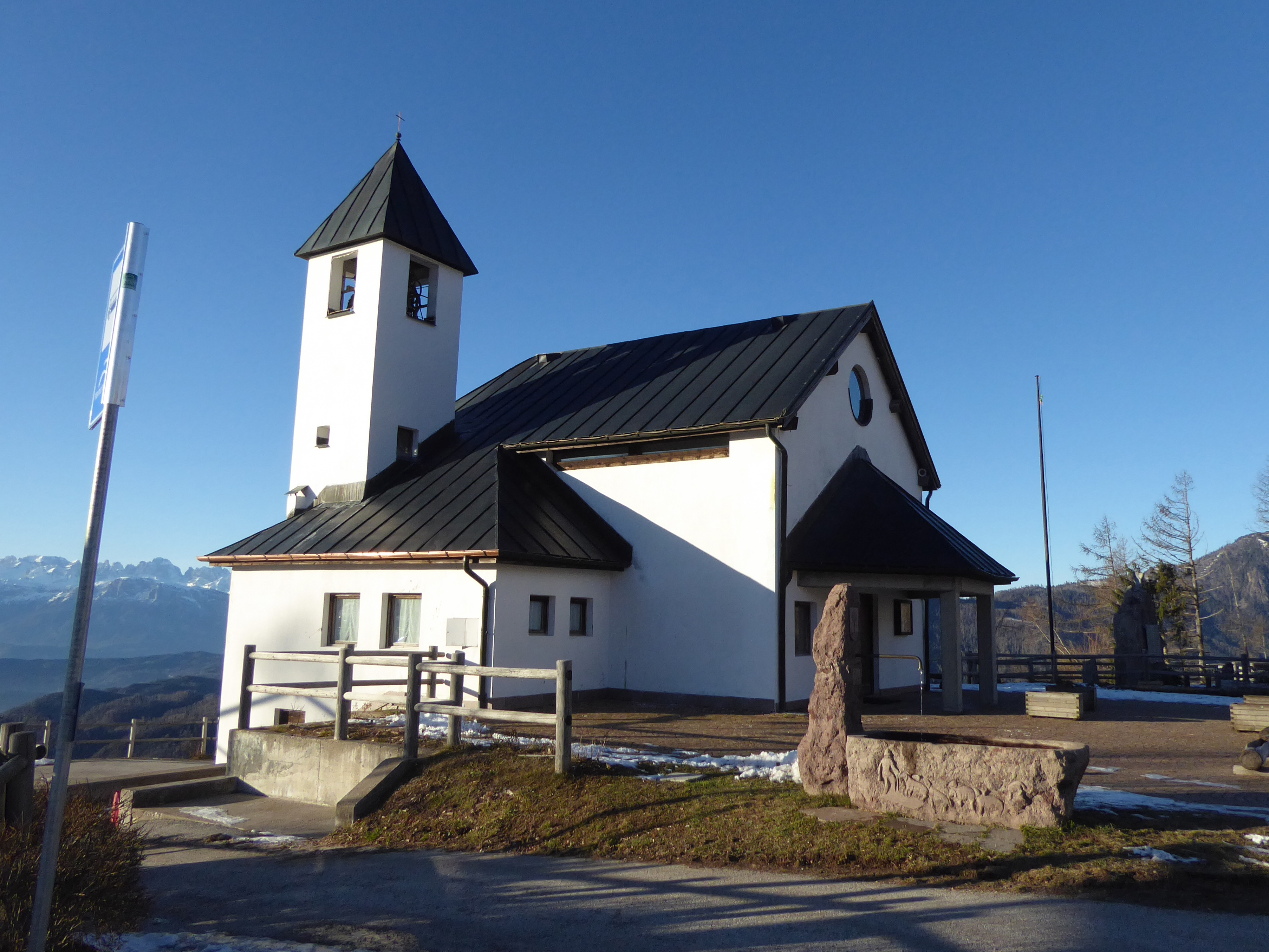
Friedensmadonna, Kamaovrunt